# Land Securities
Land Securities Group plc er et britisk ejendomsudviklings- og investeringselskab, der fokuserer på kommercielle ejendomme som butikker, kontorer og lign. Det blev en ejendomsinvesteringsfond (REIT), da REITs blev introduceret i Storbritannien i 2007. De har hovedkvarter i London og selskabet er børsnoteret på London Stock Exchange.
I 1944 opkøbte grundlægger Harold Samuel Land Securities Investment Trust Limited, som ejede tre huse i Kensington og nogle statsaktier.